# Jean Martin (Schauspieler)
Jean Martin (* 6. März 1922 in Paris; † 2. Februar 2009 ebenda) war ein französischer Schauspieler.

## Leben
Martin diente während des Zweiten Weltkrieges in der französischen Résistance und später als Fallschirmjäger in Indochina. Als Schauspieler war er sowohl auf der Bühne (so früh in Warten auf Godot und Endspiel) wie in Filmen zu sehen, wo er die Rolle als Colonel Mathieu in Schlacht um Algier hatte. In Der Schakal war er 1973 als Adjutant der Bösewichte besetzt. Daneben spielte er in den Nobody-Filmen mit Terence Hill bedeutende Nebenrollen.
Seine Filmkarriere begann 1943 mit einer Rolle in dem Film Cécile est morte unter der Regie von Maurice Tourneur. Sie umfasste Arbeiten mit Jacques Rivette (Paris nous appartient, 1960), Alain Resnais (Je t'aime, je t'aime, 1968) und Otto Preminger (Unternehmen Rosebud, 1975). 
Als Theaterschauspieler wurde er bekannt in der Rolle des Lucky in Warten auf Godot. Er spielte diese Rolle 1953 in der ersten Inszenierung des Stücks am Théâtre de France-Odéon, in einer laut übereinstimmendem Kritikerurteil intensiven, erschütternden Interpretation. 1970 übernahm er erneut eine Rolle in einem Beckett-Stück, in La Dernière Bande, unter der Regie von Beckett selbst.
Zeit seines Lebens war er politisch auf dem linken Flügel aktiv. Er war einer der Unterzeichner des auf dem Manifest der 121 gegen den Algerienkrieg, das am 6. September 1960 in der Zeitschrift Verité-Liberté erschien. In diesem Manifest wurde das Recht zur Auflehnung (droit à l'insoumission) im Algerienkrieg postuliert. Wie andere Unterzeichner des Manifests wurde er auf eine Schwarze Liste gesetzt und durfte nicht mehr im Radio und im Fernsehen auftreten.
In den 1980er-Jahren war er ein häufiger Gast der Kindersendungen von Récré A2.

## Filmografie (Auswahl)
- 1962: Der scharlachrote Musketier (Le chevalier de Pardaillan)
- 1966: Schlacht um Algier (La battaglia di Algeri)
- 1968: Hemmungslose Manon (Manon 70)
- 1973: Mein Name ist Nobody (Il mio nome è Nessuno)
- 1973: Der Schakal (The Day of the Jackal)
- 1974: Das beständige Gleiten der Begierde (Glissements progressifs du plaisir)
- 1974: Der lange Blonde mit den roten Haaren (La moutarde me monte au nez)
- 1974: Graf Yoster gibt sich die Ehre: Mit fremden Pfunden
- 1975: Angst über der Stadt (Peur sur la ville)
- 1975: Der Messias (Il Messia)
- 1975: Nobody ist der Größte (Un genio, due compari, un pollo)
- 1975: Der Tolpatsch mit dem sechsten Sinn (La course à l’échalotte)
- 1975: Unternehmen Rosebud (Rosebud)
- 1976: Brust oder Keule (L’aile ou la cuisse)
- 1978: Kommissar Moulin (Commissaire Moulin; Fernsehserie, 1 Folge)
- 1978: Ohne Datenschutz (Le dossier 51)
- 1995: Julie Lescaut (Fernsehserie, 1 Folge)
- 1997: Lucie Aubrac